# Saint-Christophe (Eure i Loir)
Saint-Christophe és un municipi francès, situat al departament de l'Eure i Loir i a la regió de Centre – Vall del Loira. L'any 2007 tenia 146 habitants.

## Demografia

### Població
El 2007 la població de fet de Saint-Christophe era de 146 persones. Hi havia 60 famílies, de les quals 12 eren unipersonals (4 homes vivint sols i 8 dones vivint soles), 32 parelles sense fills i 16 parelles amb fills.
La població ha evolucionat segons el següent gràfic:
Habitants censats

### Habitatges
El 2007 hi havia 93 habitatges, 62 eren l'habitatge principal de la família, 26 eren segones residències i 5 estaven desocupats. 92 eren cases i 1 era un apartament. Dels 62 habitatges principals, 50 estaven ocupats pels seus propietaris, 9 estaven llogats i ocupats pels llogaters i 3 estaven cedits a títol gratuït; 2 tenien dues cambres, 10 en tenien tres, 20 en tenien quatre i 30 en tenien cinc o més. 46 habitatges disposaven pel capbaix d'una plaça de pàrquing. A 20 habitatges hi havia un automòbil i a 41 n'hi havia dos o més.

### Piràmide de població
La piràmide de població per edats i sexe el 2009 era:
| Homes | Edats   | Dones |
| ----- | ------- | ----- |
| 0     | 95 o +  | 0     |
| 0     | 90 a 94 | 0     |
| 0     | 85 a 89 | 0     |
| 0     | 80 a 84 | 0     |
| 0     | 75 a 79 | 0     |
| 4     | 70 a 74 | 0     |
| 12    | 65 a 69 | 4     |
| 4     | 60 a 64 | 4     |
| 0     | 55 a 59 | 4     |
| 16    | 50 a 54 | 0     |
| 0     | 45 a 49 | 4     |
| 12    | 40 a 44 | 8     |
| 4     | 35 a 39 | 4     |
| 4     | 30 a 34 | 0     |
| 4     | 25 a 29 | 4     |
| 8     | 20 a 24 | 8     |
| 8     | 15 a 19 | 4     |
| 0     | 10 a 14 | 0     |
| 4     | 5 a 9   | 8     |
| 8     | 0 a 4   | 0     |

## Economia
El 2007 la població en edat de treballar era de 115 persones, 75 eren actives i 40 eren inactives. De les 75 persones actives 72 estaven ocupades (36 homes i 36 dones) i 3 estaven aturades (3 homes). De les 40 persones inactives 25 estaven jubilades, 4 estaven estudiant i 11 estaven classificades com a «altres inactius».

### Ingressos
El 2009 a Saint-Christophe hi havia 66 unitats fiscals que integraven 147,5 persones, la mediana anual d'ingressos fiscals per persona era de 21.608 €.

### Activitats econòmiques
L'any 2000 a Saint-Christophe hi havia 3 explotacions agrícoles que ocupaven un total de 531 hectàrees.

## Poblacions més properes
El següent diagrama mostra les poblacions més properes.